# Saughall and Shotwick Park
Saughall and Shotwick Park är en civil parish i Cheshire West and Chester i Cheshire i England. Civil parishen bildades 1 april 2015 genom en sammanslagning av Saughall och Shotwick Park civil parishes.